# Stal Rzeszów (hokej na lodzie)
Stal Rzeszów – sekcja hokeja na lodzie klubu ZKS Stal Rzeszów z siedzibą w Rzeszowie. Sekcja została rozwiązana na początku lat 60. XX wieku.

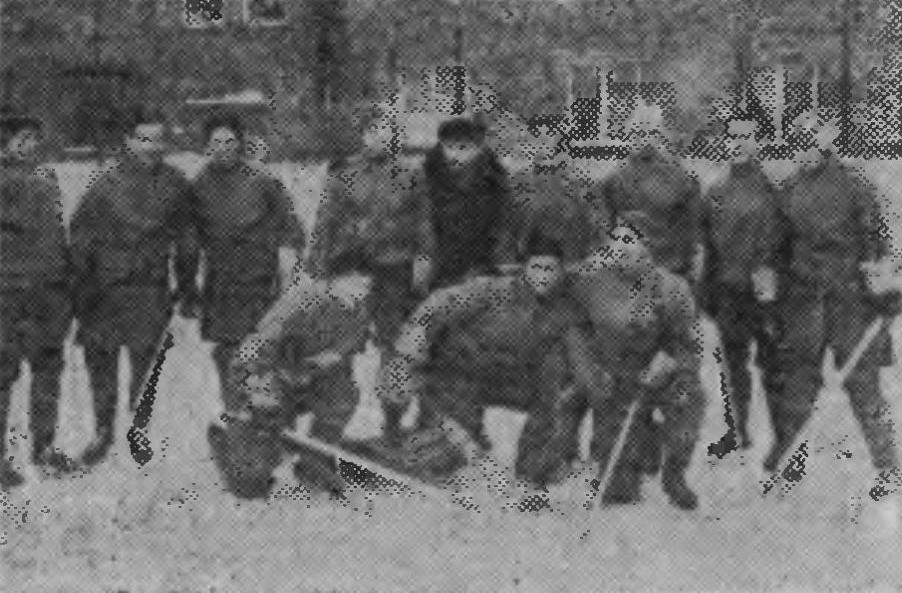
Drużyna Stali Rzeszów

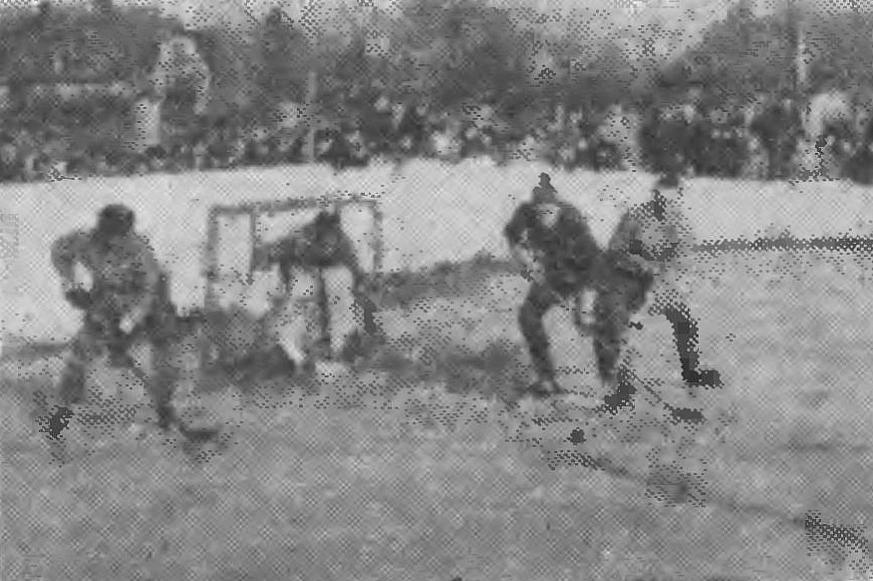
Mecz Stali Rzeszów przed 1956. W bramce Tadeusz Maliczkowski

## Historia
Sekcja hokeja na lodzie w ramach klubu ZKS Stal została utworzona w 1952, a jej pierwszym kierownikiem został Stanisław Deręgowski. W latach 50. drużyna Stali brała udział w rozgrywkach ligi okręgowej rzeszowskiej. Kierownikiem sekcji od początku sezonu 1955/1956 był Zbigniew Motyka, treningi prowadził grający zawodnik Kazimierz Kubas, a od stycznia 1956 Emil Kotelnicki. W sezonie 1955/1956 Stal grała w grupie III z Kolejarzem Przemyśl i Włókniarzem Krosno, po czym awansowała do turnieju finałowego, rozegranym na własnym obiekcie (Osiedle WSK), w którym zwyciężyła pokonując Resovię oraz zeszłorocznego triumfatora, Stal Stalowa Wola. Skład mistrzowskiego zespołu: Tadeusz Maliczkowski, Edward Sobkowicz (bramkarze), Ryszard Skiba, Mariusz Szczygieł, Ryszard Trauka (obrońcy), Kazimierz Jurkiewicz, Roman Jurkiewicz, Kazimierz Kubas – kapitan, Roman Kudłak, Andrzej Krupa, Marian Pietrucha, Adam Przepióra, Zdzisław Trześniowski, Ryszard Zwierzyński (napastnicy). Na początku marca 1956 drużyna bez powodzenia rywalizowała w Stalinogrodzie w turnieju o awans do II ligi edycji 1956/1957. W edycji ligi 1956/1957 Stal występowała w grupie II (trenerem pozostawał K. Kubas, kapitanem był Roman Jurkiewicz), lecz sezon nie został ukończony wskutek warunków pogodowych, zaś decyzją sekcji hokeja na lodzie WKKF została wytypowana - jako najlepsza - drużyna Stali Rzeszów do rywalizacji o awans do II ligi 1957/1958, jednak na jej udział nie wyraził zgody zarząd klubu ZKS Stal Rzeszów. Następnie Stał grała w sezonach 197/1958, 1958/1959 (w którym nie rozegrano meczów decydujących o drugim miejscu, o które rywalizowały Stal i Resovia), 1959/1960 (mimo że pojawiły się obawy o brak lodowiska), 1960/1961 (przed sezonem 1960/1961 treningi drużyny prowadził były hokeista Franciszek Głowacki, który wówczas był trenerem drużyny piłkarskiej Stali Rzeszów), 1961/1962. W sezonie 1962/1963, po przeprowadzonej reformie rozgrywek, Stal występowała w utworzonej grupie rzeszowskiej okręgu krakowskiego, wygrała tę trzyzespołową rywalizację i zakwalifikowała się do rozgrywki o mistrzostwo okręgu krakowskiego mając za rywali zespoły z Nowego Targu: Podhale Ib (1. miejsce w grupie krakowskiej) i Wisłę (2. miejsce). Uzyskała wyniki: z Podhalem 5:11, Wisłą 4:4 (Nowy Targ), z Podhalem 4:6, Wisłą 7:1 (Rzeszów).
Lodowisko (określane wówczas także jako tor lodowy) było przygotowywane przez działaczy i zawodników Stali na terenie kortów tenisowych, położonych za internatem Zespołu Szkół Elektryczno-Mechanicznych na osiedlu przy ul. Jarosława Dąbrowskiego.
Na przełomie lat 50./60. kierownikiem sekcji hokejowej Stali był Tadeusz Maliczkowski, który został ponownie wybrany 7 listopada 1958, pełniący także funkcję członka zarządu Rzeszowskiego Okręgowego Związku Hokeja na Lodzie (ROZHL). Po S. Deręgowskim kierownikami sekcji byli Zbigniew Motyka, Tadeusz Maliczkowski, Stanisław Wojtasik, Czesław Centkowski, Marian Bieniarz, Ludwik Krajewski. Działaczem Stali był także T. Kuleszo. Sekcja działała także na rzecz popularyzacji łyżwiarstwa figurowego (na zaproszenie do Rzeszowa przybyła i dała pokaz tej dyscypliny reprezentantka Polski Barbara Jankowska). Przed sezonem 1963/1964 sekcja hokejowa Stali została zawieszona. Mimo potencjalnych możliwości drużyna Stali nie została zgłoszona do sezonu 1969/1970.
Według kilku źródeł sekcja hokejowa Stali została zlikwidowana w 1961, wskutek niekorzystnych warunków atmosferycznych wpływającycb negatywnie przy naturalnym prowadzeniu obiektu do gry oraz z powodu braku sztucznego lodowiska. W późniejszych latach echa działalności sekcji odznaczały się w spontanicznie tworzonych na osiedlach „Piastów” czy „J. Dąbrowskiego” prowizorycznych lodowiskach.